# Joel H. Cohen
Joel H. Cohen (* Calgary, Alberta) je kanadský scenárista seriálů Saturday Night Live, Správná Susan a Simpsonovi. Je mladším bratrem někdejšího scenáristy Simpsonových Roberta Cohena, který napsal epizodu 3. řady U ohnivého Vočka. Pracoval také jako konzultant scénáře k Simpsonovým ve filmu. Cohen se narodil v Calgary v Albertě a v roce 1988 získal bakalářský titul na Albertské univerzitě.
Kromě práce na seriálu Simpsonovi je také autorem knihy literatury faktu Jak prohrát maraton, která vypráví o jeho tréninku a běhu na newyorský maraton. Kniha vyšla 4. dubna 2017 v nakladatelství Abrams a jako audiokniha u společnosti Audible.

## Scenáristická filmografieSimpsonových
13. řada
- Speciální čarodějnický díl (část Váda s vědmou)
- Rozkol v rodině

15. řada
- Rychle a srstnatě
- Krustyho zkouška z dospělosti

16. řada
- Komiksák a chlapeček
- Domov daleko od Homera

17. řada
- Pomsta červených rajčátek
- Čí je vlastně Homer?
- Manželská poradna Homera a Marge

18. řada
- Pomsta bývá nejsladší natřikrát

19. řada
- Rád létá, a ne, že ne
- Skrytá identita
- Má máma Mona

20. řada
- Nešťastná svatba

22. řada
- Speciální čarodějnický díl XXI
- Tenhle život není pro tebe, Lízo Simpsonová
- Dobrý otec Homer

24. řada
- Děda na útěku
- Před zničením otestujte

25. řada
- Žlutá pomsta

26. řada
- Šáša na odpis

27. řada
- Málo temný případ
- Speciální čarodějnický díl XXVI
- Mléčné mutageny

28. řada
- Speciální čarodějnický díl XXVII
- Baskeťák Bart

29. řada
- Opuštěn

30. řada
- Speciální čarodějnický díl XXI
- Šťastné a třicáté
- Dívka v autobusu

31. řada
- Osmiletí hrozní

32. řada
- Po sedmém je každá hezčí

33. řada
- Navigace bez legrace
- Sečtělá negramota